# Aşgabat Futbol Kluby
L'Aşgabat Football Club è una società calcistica con sede nella città di Aşgabat. Milita nella Ýokary Liga, la massima divisione del campionato turkmeno di calcio.
Fondata nel 2006, gioca le sue gare allo Stadio Dagdan della capitale turkmena.

## Storia
Il club fu fondato nel 2006. Nella stagione d'esordio raggiunse il terzo posto nella classifica finale del campionato nazionale sotto la guida dell'allenatore Ali Gurbani. L'anno successivo la guida tecnica della squadra fu affidata a Rakhim Kurbanmamedov, allenatore della nazionale turkmena, il quale condusse il club alla vittoria del suo primo titolo nazionale e alla partecipazione alla Coppa dei Campioni della CSI e alla Coppa del Presidente dell'AFC. Nel 2009 la panchina del club, assieme a quella della nazionale, passò a Boris Grigoryants.

## Palmarès

### Competizioni nazionali
- Campionato turkmeno: 2

2007, 2008
- Supercoppa del Turkmenistan: 1

2007

### Altri piazzamenti
- Campionato turkmeno:

Terzo posto: 2006, 2011, 2015
- Coppa del Turkmenistan:

Finalista: 2011, 2016
- Supercoppa del Turkmenistan:

Finalista: 2008, 2017
- Coppa del Presidente dell'AFC:

Semifinalista: 2008, 2009